# Tengah Iboh
Tengah Iboh is een bestuurslaag in het regentschap Aceh Selatan van de provincie Atjeh, Indonesië. Tengah Iboh telt 1030 inwoners (volkstelling 2010).